# 5è districte de Lió
El 5è districte (arrondissement) de Lió és un dels nou districtes de la Ciutat de Lió.

## Història
El 5è districte va ser creat el 24 de març de 1852 (data de creació del primers cinc districtes). És el centre històric de Lió. Munatius Plancus va fundar la colònia Romana de Lugdunum a Fourvière el 43 aC. En aquest districte el Lió romà i el medieval van florir just abans de travessar el Saona.
Els barris històrics de Lió són llocs turístics, però darrere del Vieux Lyon i el Fourvière, hi ha les zones residencials del Point du Jour, Champvert, Ménival, Saint-Irénée, que segueixen desconegudes, però que encara mostren traces del passat romà de la ciutat.
El Decret de l'1 d'agost de 1963 va unir el municipi de Saint-Rambert-l'Île-Barbe al 5è districte. Però l'any següent, el districte va ser dividit, convertint-se la part del nord en el 9è districte de Lió (Decret de 12 d'agost de 1964).

## Geografia

### Àrea i demografia
- 623 ha
- 1999: 46.985 habitants
- 2005: 46.300 habitants
- 2006: 47.330 habitants
- Densitat relativa: 7.542 habitants/km²

### Barris
- Vieux Lyon
  - Saint-Georges
  - Saint-Jean
  - Saint-Paul
- Fourvière
- Saint-Just
- Saint-Irénée
- Le Point du Jour
- Champvert
- Ménival

### Carrers i places
- Montée du Gourguillon
- Rue de Gadagne
- Rue du Bœuf
- Rue Lainerie
- Place Abbé-Larue
- Place Benoît-Crépu
- Place de la Trinité

### Parcs
- Jardin des Curiosités
- Parc de la garde
- Parc des Hauteurs

### Monuments i edificis
- Catedral de Lió (Primatiale Sant-Jean)
- Notre-Dame de Fourvière
- Église Sant-Georges
- Église Sant-Paul
- Église Sant-Just
- Église Sant-Irénée
- Théâtre Antic de Fourvière
- Temple du Canvi
- La La gira va Augmentar
- La galerie Philibert Delorme
- Musée Gadagne
- Maison Pauline Jaricot
- Manécanterie
- Palais de Justícia historique de Lyon (Cour d'appel de Lyon)
- Château de Ménival